# Glenoides lenticuligera
Glenoides lenticuligera är en fjärilsart som beskrevs av Blanchard 1973. Glenoides lenticuligera ingår i släktet Glenoides och familjen mätare. Inga underarter finns listade i Catalogue of Life.